# 我會記著
《我會記著》（I'll Remember）是美國女歌手瑪丹娜於1994年3月份發行的歌曲，它是瑪丹娜為電影《乞丐博士》所獻唱的電影主題曲。〈我會記著〉在美國單曲榜最高成績為第2名。

## 資料

### 歌曲簡介
瑪丹娜在結束了第四次世界巡迴演唱會「The Girlie Show」之後，1994年她在導演好友、也就是執導記錄片《Truth Or Dare》的Alek Keshishian邀約下，為他的新片《乞丐博士》（With Honors）獻唱主題曲。雖然瑪丹娜並未參與這次電影的演出，但是她依舊為這部電影譜寫出〈我會記著〉這首奮發勵志的抒情佳作，優美的旋律搭配電影片段在音樂影片中呈現，瑪丹娜還在其中以烏黑短髮的新造型亮相，讓這首單曲甫一上市就廣受注意。

### 商業成績
〈我會記著〉在1994年4月2日進入告示牌單曲榜，首週成績為第35名。瑪丹娜在電影事業上的表現，一直都是處於票房毒藥的狀態，不過只要是由她開口所演唱的電影主題曲，成績非冠軍即亞軍。這一次〈我會記著〉也不例外，它在進榜後名次穩定的往上爬升，1994年5月28日終於來到第二名，但礙於男子四人團體All-4-One的抒情大作〈I Swear〉擋在前面，〈我會記著〉在第二名的位置盤旋四週之後，名次開始往下滑，這是瑪丹娜第五首獲得亞軍的單曲，〈我會記著〉在榜內一共待了26週之久，其中有10週是停留在Top 10，成為瑪丹娜首支停留在Top 10超過10週的單曲。〈我會記著〉單曲銷售量突破50萬張，成為金單曲，在1994年終單曲排名中名列第13名。
〈我會記著〉在英國單曲榜也進入了前十名，最高名次獲得第7名。

### 單曲收錄
〈我會記著〉最早是收錄於《乞丐博士》（With Honors）的電影原聲帶，而後亦收錄於瑪丹娜在1995年11月發行的精選輯《情難忘-瑪丹娜性感情歌精選輯》（Something To Remember）中。